# رولز-رویس اکس
رولز-رویس اکس (به انگلیسی: Rolls-Royce Exe) یک موتور هواگرد ساختِ کارخانهٔ رولز-رویس لیمیتد در کشور بریتانیا است.